# فیپاخدلهاوزن
فیپاخدلهاوزن (به آلمانی: Vippachedelhausen) یک شهر در آلمان است که در وایمارر لاند واقع شده‌است. فیپاخدلهاوزن ۶۲۶ نفر جمعیت دارد.